# Palaeoryctes
Palaeoryctes es un género extinto de mamífero placentarios del orden de los Cimolesta, que vivió durante el Paleoceno medio y el Eoceno Inferior en América del Norte.
Este animal, parecido a una musaraña, medía 12,5 cm, y pesaba alrededor  de 20 - 60 g. Era delgado y tenía dientes típicos insectívoros. Palaeoryctes y sus parientes evolucionaron y se convirtieron en los grandes carnívoros del orden Creodonta. Los molares no tenían demasiada utilidad.